# Chảy máu phản xạ

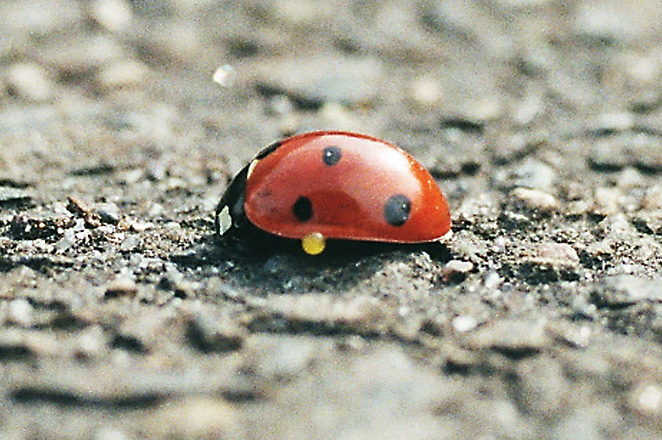
Một con bọ rùa (Coccinella septempunctata) tự phòng thủ bằng chảy máu phản xạ.

Chảy máu phản xạ là hành vi của một số loài động vật đẩy hemolymph hoặc máu từ cơ thể của chúng ra ngoài một cách có chủ đích. Nếu trong máu của chúng có chứa các hợp chất độc hại thì hành động này là một cơ chế bảo vệ bằng hóa học hiệu quả.
Các loài động vật có thể chảy máu phản xạ:
- Bọ cánh cứng:
  - Meloidae: hemolymph có chứa cantharidin được chiết xuất từ những cây thực vật mà chúng ăn.
  - Các loài trong chi Timarcha.
  - Họ Ánh kim: hemolymph có chứa anthraquinon.
  - Bọ rùa[2]: tiết hemolymph có chứa chất độc hoặc có mùi vị khó chịu từ một tuyến ở giữa ống chân và cổ chân.[3]
- Bộ Cánh màng:
  - Ấu trùng của ong cắn lá
- Bộ Cánh thẳng:
  - Dictyophorus spumans, Phymateus viridipes và Phymateus leprosus: hemolymph có chứa glycoside kích thích tim mà chúng ăn ở cây bông tai.
  - Họ Muỗm
  - Acanthoplus discoidalis, bao gồm các loài Eugaster
  - Enyaliopsis nyala
- Ấu trùng Plecoptera
- Thằn lằn Phrynosomatidae
  - Chi Phrynosoma (thằn lằn sừng)
- Rắn
  - Tropidophis một chi thuộc họ Tropidophiidae: có thể phun máu từ miệng, lỗ mũi và mắt khi bị quấy rầy
  - Rắn cỏ: là một loài rắn nước, có thể tiết máu từ miệng và lỗ mũi khi gặp nguy hiểm đến tính mạng.